# (17942) Lapinblanc
(17942) Lapinblanc, désignation internationale (17942) Whiterabbit, est un astéroïde de la ceinture principale.

## Description
(17942) Lapinblanc est un astéroïde de la ceinture principale. Il fut découvert par Yoshisada Shimizu et Takeshi Urata le 11 mai 1999 à l'observatoire de Nachikatsuura. Il présente une orbite caractérisée par un demi-grand axe de 2,389 UA, une excentricité de 0,116 et une inclinaison de 4,536° par rapport à l'écliptique.
Il fut nommé en hommage au personnage Lapin blanc du roman Les Aventures d'Alice au pays des merveilles, de Lewis Carroll.